# Ekaterina Fourtseva
Ekaterina Alekseïevna Fourtseva (en russe : Екатерина Алексеевна Фурцева), née le 24 novembre 1910 (7 décembre dans le calendrier grégorien) à Vychni Volotchek et morte le 24 octobre 1974 à Moscou, est une femme politique soviétique.
D’origine modeste, d’abord active au sein du PCUS en province, elle se rendit à Moscou et, après des études d’ingénieur, gravit les échelons jusqu’à devenir en 1956 secrétaire du Comité central du Parti. En 1960, après avoir été déchue de ces fonctions à la suite de propos critiques contre Khrouchtchev tenus en privé, elle se vit confier le ministère de la Culture, dont elle restera titulaire jusqu’à sa mort en 1974, et auquel titre elle exerça une forte influence sur la vie culturelle russe, stimulant les échanges avec l’étranger, mais réprimant aussi les voix dissidentes. Sa mort, survenue après des accusations d’extravagance et des soupçons de transactions illégales, a nourri des rumeurs de suicide.

## Biographie

### Carrière politique sous Staline
Née à Vychni Volotchiok, Ekaterina Fourtseva travailla jusque dans les années 1940 comme simple tisseuse dans l’une des usines textiles de Moscou. Après une période comme membre de second rang dans le PCUS à Koursk et en Crimée, elle fut rappelée à Moscou et inscrite à l’Institut de technologie chimique Lomonosov (MITHT), dont elle sortit diplômée en 1941 avec le titre d’ingénieur chimiste.
La carrière de Fourtseva au sein du PCUS débuta sous Joseph Staline. Elle eut un rôle de plus en plus actif au sein du Komsomol et se hissa en 1950 au poste de secrétaire du conseil municipal de Moscou. En 1952, elle prononça un discours devant le XXIVe congrès du Parti communiste de l'Union soviétique, ultime congrès du parti sous l’ère stalinienne, et fut élue membre candidate du  Comité central du PCUS. Sous Nikita Khrouchtchev, qui professait une grande sympathie pour elle, Fourtseva exerça de 1954 à 1957 comme première secrétaire du Comité moscovite du PCUS, fonction que Khrouchtchev lui-même avait occupée dans les années 1930.
En 1952, Fourtseva attaqua l’acteur de cinéma Boris Babotchkine, qui jouissait d’une grande célébrité par suite de son rôle vedette dans le film Tchapaïev de 1934. Fourtseva s’était en effet courroucée en voyant Babotchkine jouer le premier rôle dans une pièce de théâtre qui brossait un portrait satirique de la gouvernance communiste soviétique. Un article d’elle paru dans le journal soviétique Pravda appelait à censurer Babotchkine, tandis qu’elle émettait personnellement l’ordre aux studios de cinéma et aux troupes de théâtre d’URSS de refuser tout emploi à Babotchkine.

### Sous Khrouchtchev et Brejnev
En 1956, elle fut nommée secrétaire du Comité central et désignée membre candidate au Præsidium du Comité central (mieux connu sous le nom de Politburo), devenant l’année suivante la première femme à rejoindre le Politburo. Elle se tint aux côtés de Khrouchtchev lors du processus de déstalinisation pendant la période dite dégel de Khrouchtchev, et provoqua la chute de Viatcheslav Molotov, de Gueorgui Malenkov et de Lazare Kaganovitch, lorsque ceux-ci se mirent à conspirer pour déposer Khrouchtchev.
Vers cette même époque, elle s’éprit de Nicolaï Firioubine, l’ambassadeur soviétique en Yougoslavie, scandalisant l’élite soviétique par ses voyages de weekend à l’étranger pour rencontrer son amant. Celui-ci finit par l’épouser et, après qu’il eut été nommé délégué du ministre des Affaires étrangères, le couple élit domicile à Moscou et eut par la suite des rapports plus sereins.
Ekaterina Fourtseva a été élue députée du 3e, 4e, 5e, 7e et 8e Soviet suprême de l'Union soviétique, et siégea comme déléguée au XXe (du 14 au 15 février 1956), XXIe (du 27 janvier au 5 février 1959), XXIIe (du 17 au 31 octobre 1961), XXIIIe (du 29 mars au 8 avril 1966) et XXIVe (du 30 mars au 9 avril 1971) congrès du Parti communiste de l'Union soviétique.

### Ministre de la Culture (1960-1974)

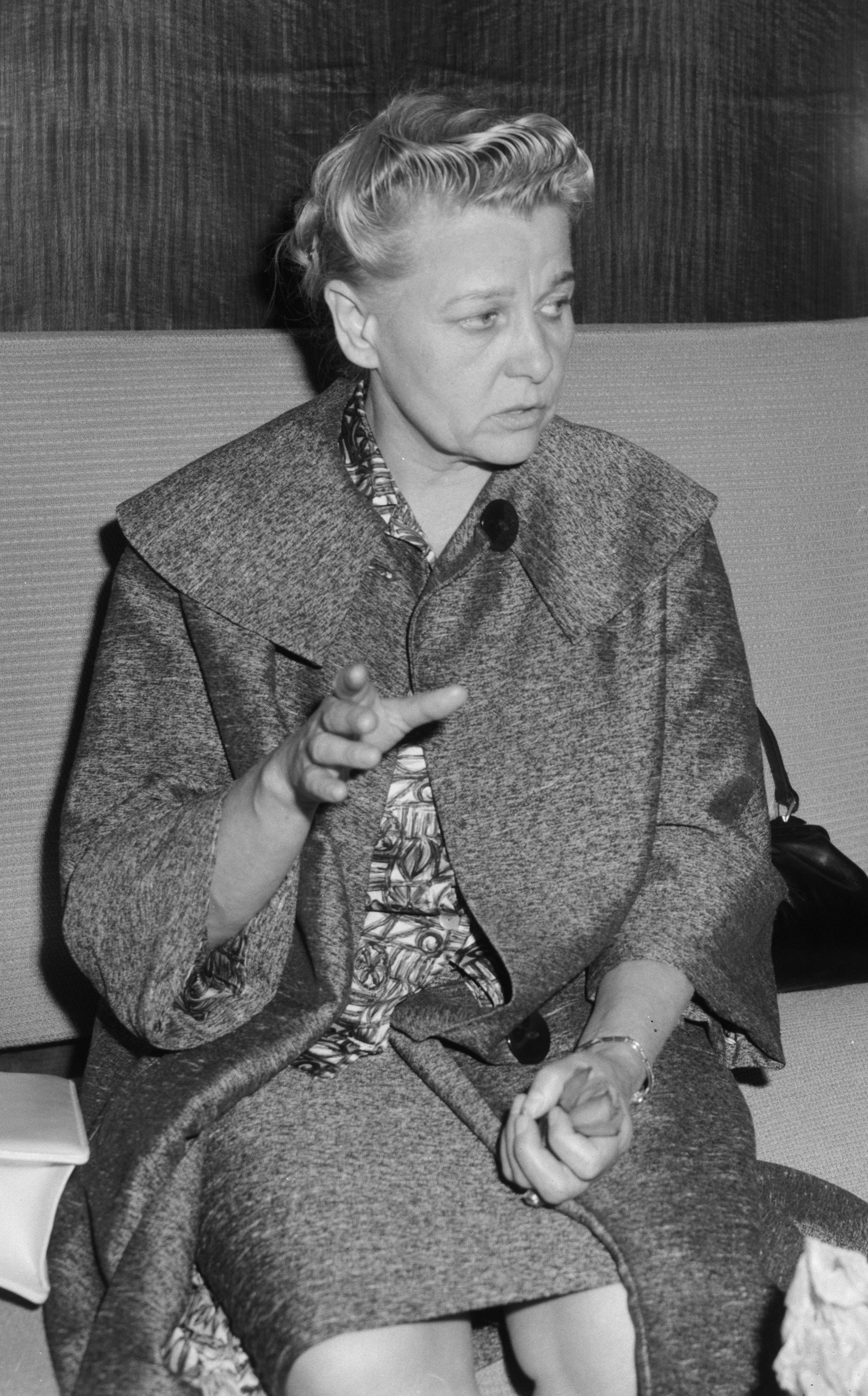
Ekaterina Fourtseva en 1963.

En mai 1960, Fourtseva fut soudainement écartée de son poste de secrétaire du Comité central, puis fut nommée ministre de la Culture. Cette mutation pourrait avoir pour origine qu’elle avait critiqué Khrouchtchev pendant une conversation téléphonique, ce dont il aurait eu vent. Lors du congrès suivant du PCUS, en octobre 1961, elle fut en outre évincée du Præsidium. Après avoir appris cette rétrogradation, elle aurait présumément tenté de se suicider en se tranchant les veines du poignet. 
Pourtant, elle allait garder son poste de ministre de la Culture pour une durée totale de 14 années. Pendant son mandat, elle mit sur pied le Festival international du film de Moscou et le légendaire VIe Festival mondial de la jeunesse et des étudiants, et fit construire un grand nombre de théâtres, ainsi que la salle de concerts Rossiya et le cirque Bolchoï. Elle favorisa les tournées à l’étranger du ballet du Bolchoï et des compagnies théâtrales russes, y compris aux États-Unis. En contrepartie, elle fit venir en URSS le théâtre de La Scala et quelques pièces maîtresses du Metropolitan Museum of Art de New York et d’autres musées occidentaux. Elle donna la parole à toute une génération de poètes de la décennie 1960, dont notamment Ievgueni Ievtouchenko, Andreï Voznessenski, Robert Rojdestvenski et Bella Akhmadoulina, qui eurent l’occasion de réciter leurs œuvres dans les stades devant un public nombreux. C’est grâce à elle que furent exposées pour la première fois en Russie les œuvres des peintres impressionnistes français, que fut organisée une exposition de Marc Chagall, et que l’on put voir en Russie une série d’objets en provenance de la Gemäldegalerie de Dresde et les trésors de la tombe de Toutânkhamon. C’est également sous son impulsion que se tint une exposition inédite, centrée sur un unique tableau : la Joconde de Léonard de Vinci (lequel tableau n’a plus jamais depuis lors quitté le Louvre). Ekaterina Fourtseva figure comme la grande protectrice du pianiste Sviatoslav Richter. 
Au fur et à mesure qu’augmentait son pouvoir d’influence, nombre d’acteurs et de metteurs en scène s’efforçaient de gagner sa bienveillance pour stimuler leur carrière. Aux dires de ses amis intimes (tels que la chanteuse Lioudmila Zykina), elle aurait aussi développé une dépendance à l’alcool. Le 19 juin 1974, la Pravda révélait qu’elle avait échoué à se faire réélire au Soviet suprême. Deux mois auparavant, elle avait été réprimandée par le Parti pour extravagances et s’était vu infliger une amende de 40 000 roubles.

### Mort

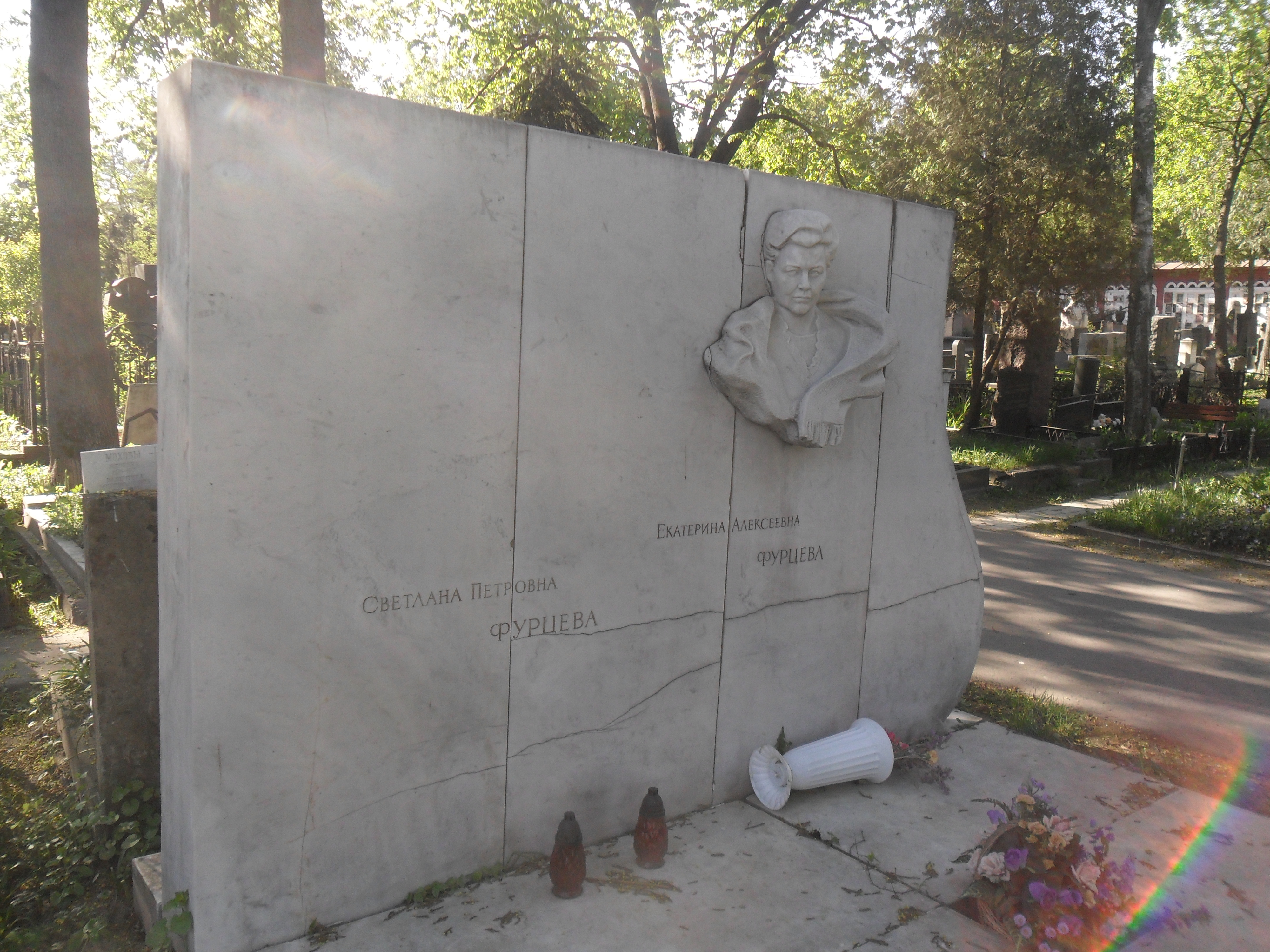
Tombeau d’Ekaterina Fourtseva au cimetière moscovite de Novodievitchi.

Quelques mois plus tard, elle décéda à Moscou, officiellement des suites d’une défaillance cardiaque, mais selon des rumeurs en circulation, elle était impliquée dans des transactions commerciales illégales et se serait suicidée afin de couper court à un scandale et à une disgrâce imminents. Elle est inhumée au cimetière de Novodievitchi à Moscou.

## Distinctions
- Ordre de Lénine
- Ordre du Drapeau rouge du Travail
- Ordre de l'Insigne d'honneur